# Кальклінбанан
59°09′32″ пн. ш. 15°56′45″ сх. д. / 59.15883776° пн. ш. 15.94581842° сх. д.

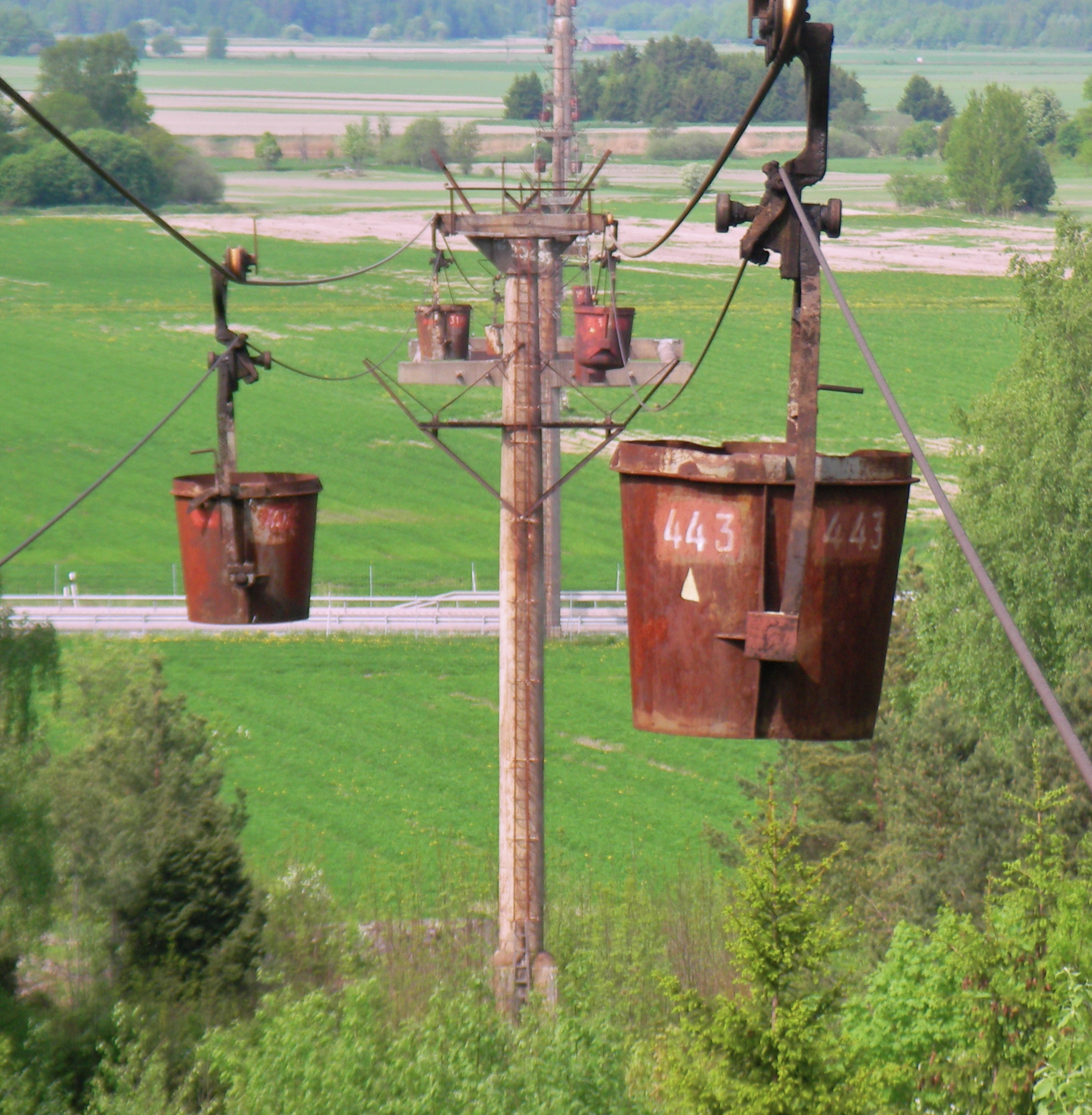
Кальклінбанан, що прямує на північ до річки Арбога

Кальклінбанан або Вапнякова канатна дорога Форсбю-Чепінг (швед. Kalklinbanan) — історична промислова канатна дорога завдовжки 42 км, що пролягала від Форсбю у муніципалітеті Вінгокер до промислового міста Чепінг у центральній Швеції. Його кінцевим пунктом призначення є завод у порту Чепінг, де до 1978 року виробляли цемент, а пізніше різні похідні вапняку. 

Канатна дорога була найдовшою в Європі на момент будівництва.

Пізніше були побудовані довші канатні дороги, зокрема канатна дорога Нурше, усі вони були демонтовані в 1960–1980-х роках. 
Виведена з експлуатації в 1997 році, але зберігалася у робочому стані. 
До того часу всі довші промислові канатні дороги були демонтовані, що робить її, на 2010 рік, найдовшою у світі канатною дорогою в робочому стані.

Попри її офіційно підтверджену цінність як культурної спадщини
, 
канатну дорогу демонтують починаючи з 26 червня 2013 року. 
Опори були демонтовані до зими 2013/14.

## Будівництво
Канатна дорога була побудована в 1939 році компанією «AB Nordströms Linbanor» для компанії «Skanska Cement AB» спільно з будівництвом заводу перероблення вапняку Форсбю та цементного заводу у Чепінгу. 
300 співробітників завершили монтаж зі швидкістю 2,1 км/місяць. 

Вибір канатної дороги був визначений після оцінки ряду видів транспорту, причому особливу увагу приділили, щоб не втручатися в навколишній ландшафт, зокрема у протоку озера Єльмарен.

## Операції
Вапняк з кар’єру Форсбі був грубо подрібнений і сортований вручну.

Гондоли, що проїжджали повз, автоматично завантажувалися з бункера, після прибуття до Чепінгу вони автоматично вивантажувався, вапняк дрібно дробили для виробництва цементу.
Вапняк перевозили у 750 вагонах у формі ковша, кожен з яких перевозив 1200 кг із загальною продуктивністю 90 метричних тонн/годину.

## Виведення з експлуатації
У червні 1997 року дорога була виведена з експлуатації, і з тих пір вапняк Форсбі транспортується вантажівками. 
На той час канатна дорога перевезла загалом 25 мільйонів тонн вапняку і відпрацювала 56 років.